# Ulotrichopus macula
Ulotrichopus macula är en fjärilsart som beskrevs av George Francis Hampson 1891. Ulotrichopus macula ingår i släktet Ulotrichopus och familjen nattflyn. Inga underarter finns listade i Catalogue of Life.